# Прутены
Прутены (рум. Pruteni, Прутень) — село в Фалештском районе Молдавии. Является административным центром коммуны Прутены, включающей также сёла Старые Кузмены, Дружинены и Валя-Русулуй.

## История
До 23.01.1965 село носило название Коючены.

## География
Село расположено на высоте 57 метров над уровнем моря.

## Население
По данным переписи населения 2004 года, в селе Прутень проживает 1599 человек (778 мужчин, 821 женщина).
Этнический состав села:
| Национальность | Число жителей | Процентный состав |
| -------------- | ------------- | ----------------- |
| молдаване      | 1577          | 98.62             |
| украинцы       | 10            | 0.63              |
| русские        | 8             | 0.5               |
| румыны         | 2             | 0.13              |
| болгары        | 2             | 0.13              |
| Всего          | 1599          | 100 %             |